# إدوارد أ. سايمور
إدوارد أ. سايمور هو سياسي أمريكي، ولد في 1 أغسطس 1887، وتوفي في 4 يوليو 1965. نشط حزبياً في الحزب الجمهوري. وقد انتخب عضو جمعية ولاية ويسكونسن ‏.